# Cantonul Saint-Jean-Brévelay
Cantonul Saint-Jean-Brévelay este un canton din arondismentul Pontivy, departamentul Morbihan, regiunea Bretania, Franța.

## Comune
- Bignan
- Billio
- Buléon
- Guéhenno
- Plumelec
- Saint-Allouestre
- Saint-Jean-Brévelay (reședință)